# Mokilski jezik
Mokilski jezik (mokil, mwoakilese, mwoakiloa; ISO 639-3: mkj), mikronezijski jezik s atola Mokil (Mwoakiloa) i otoka Pohnpei u Mikroneziji, kojim govori oko 1 050 ljudi (1979 B. Bender), od čega oko 180 na području SAD-a (2000 popis)..
Jedan je od tri jezika ponapejske podskupine, ostala dva su pingelapski [pif] i pohnpejski ili ponapejski [pon].

## Vanjske poveznice
- Ethnologue (14th)
- Ethnologue (15th)